# Пелам (Джорджія)
Пелам (англ. Pelham) — місто (англ. city) в США, в окрузі Мітчелл штату Джорджія. Населення — 3507 осіб (2020).

## Географія
Пелам розташований за координатами 31°7′36″ пн. ш. 84°9′6″ зх. д. / 31.12667° пн. ш. 84.15167° зх. д. (31.126568, -84.151545).  За даними Бюро перепису населення США в 2010 році місто мало площу 10,56 км², з яких 10,52 км² — суходіл та 0,04 км² — водойми.

## Демографія
Згідно з переписом 2010 року, у місті мешкало 3898 осіб у 1412 домогосподарствах у складі 943 родин. Густота населення становила 369 осіб/км².  Було 1586 помешкань (150/км²).
Расовий склад населення:
| - 60,3 % — чорних або афроамериканців - 36,9 % — білих - 0,3 % — азіатів - 0,2 % — корінних американців - 1,5 % — осіб інших рас |

До двох чи більше рас належало 0,7 %. Частка іспаномовних становила 2,8 % від усіх жителів.
За віковим діапазоном населення розподілялося таким чином: 28,7 % — особи молодші 18 років, 55,7 % — особи у віці 18—64 років, 15,6 % — особи у віці 65 років та старші. Медіана віку мешканця становила 35,4 року. На 100 осіб жіночої статі у місті припадало 83,4 чоловіків;  на 100 жінок у віці від 18 років та старших — 75,7 чоловіків також старших 18 років.
Середній дохід на одне домашнє господарство  становив 31 817 доларів США (медіана — 22 121), а середній дохід на одну сім'ю — 40 129 доларів (медіана — 31 406). За межею бідності перебувало 35,9 % осіб, у тому числі 44,2 % дітей у віці до 18 років та 20,7 % осіб у віці 65 років та старших.
Цивільне працевлаштоване населення становило 1154 особи. Основні галузі зайнятості: виробництво — 22,0 %, освіта, охорона здоров'я та соціальна допомога — 21,7 %, фінанси, страхування та нерухомість — 14,2 %, роздрібна торгівля — 7,6 %.